# Porte de Saint-Cloud (Métro Paris)

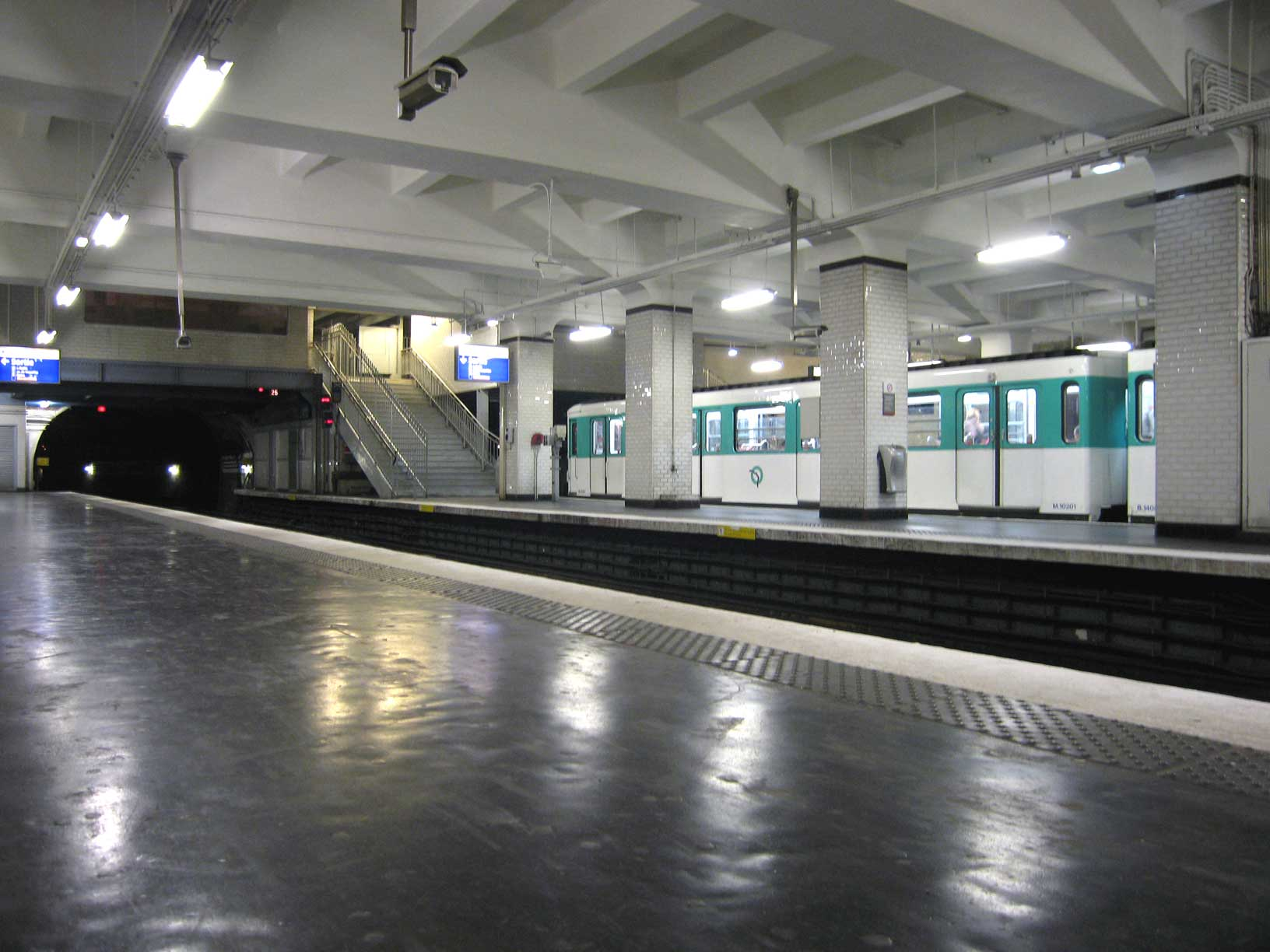
Blick über den Seitenbahnsteig zum mittleren Mittelbahnsteig, auf Gleis 1 ein MF-67-Zug in Richtung Mairie de Montreuil, 2006

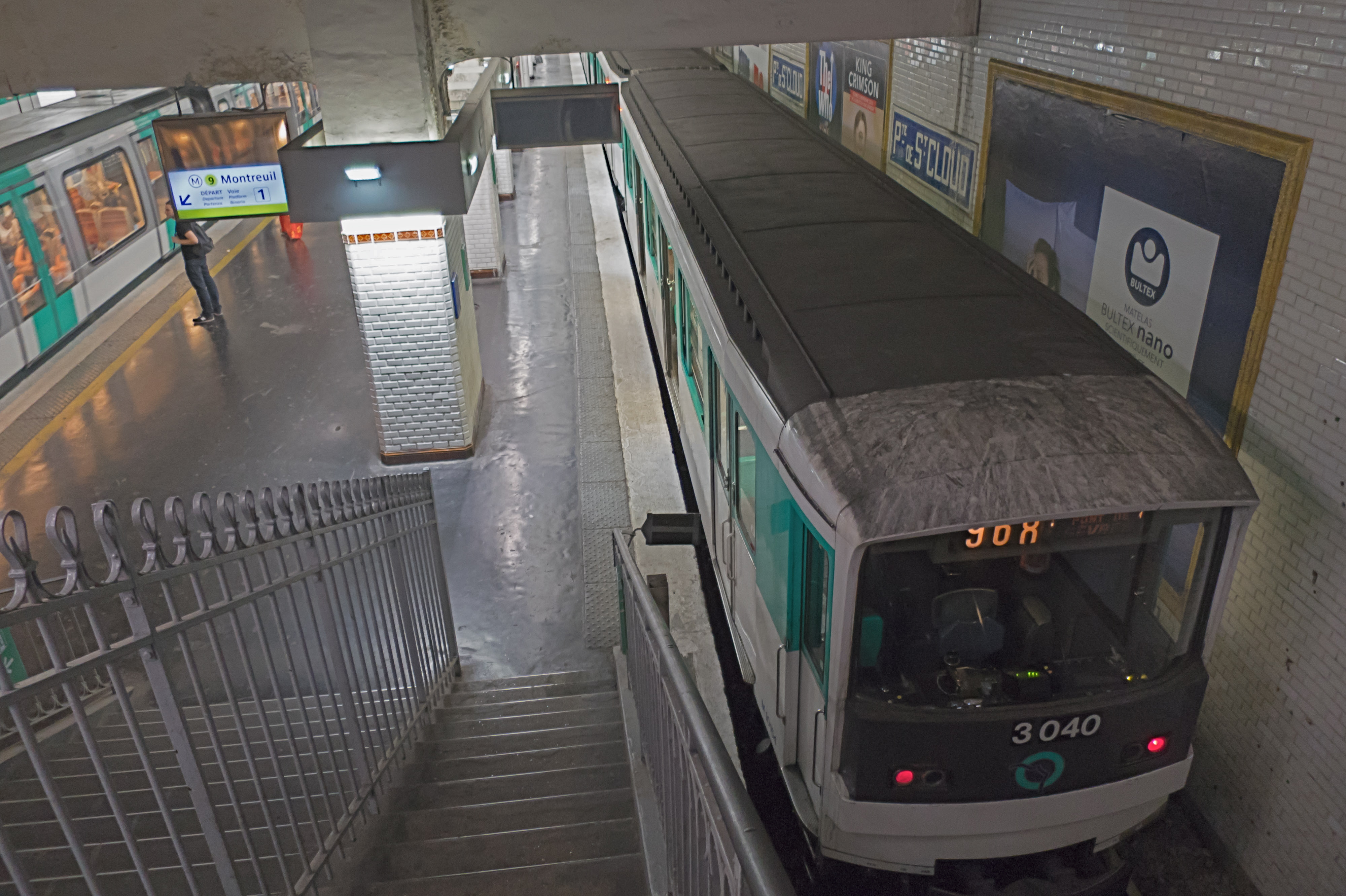
Verbreiterter südöstlicher Mittelbahnsteig mit Zügen auf den Gleisen 1 (links) und 3

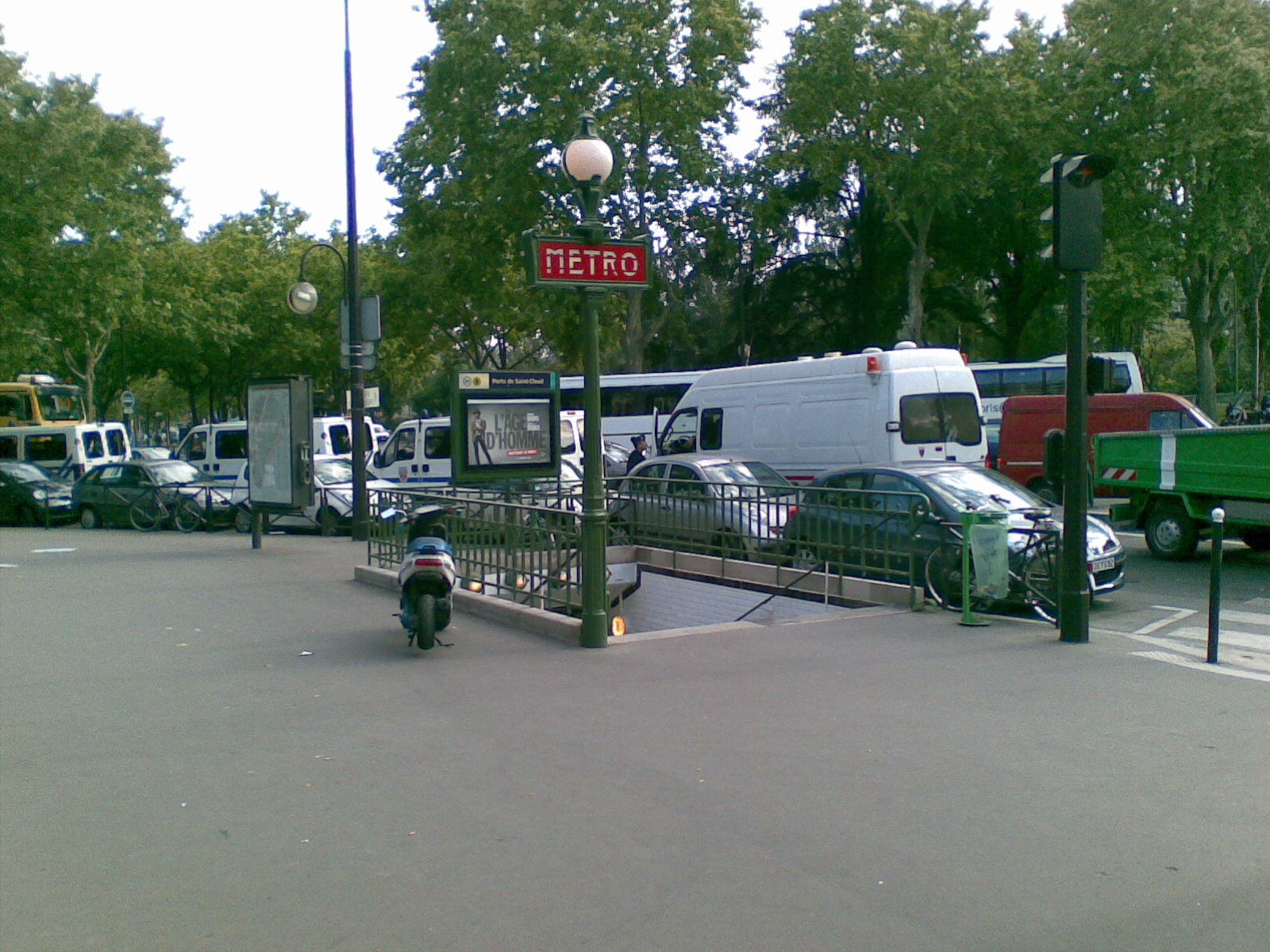
Zugang mit von Adolphe Dervaux im Stil des Art déco entworfenem Kandelaber

Der U-Bahnhof Porte de Saint-Cloud ist eine unterirdische Station der Linie 9 der Pariser Métro. Mit drei Bahnsteigen an vier Gleisen handelt es sich um die breiteste Station des Métronetzes.

## Lage
Die Station befindet sich im Quartier d’Auteuil des 16. Arrondissements von Paris. Sie liegt kurz vor der Stadtgrenze unter der Place de la Porte de Saint-Cloud.

## Name
Namengebend ist die Porte de Saint-Cloud. Durch dieses ehemalige Tor (fr: porte) in der Thiersschen Stadtbefestigung führte die Straße in den Vorort Saint-Cloud. Dieser trägt den Namen des „heiligen“ Chlodoald, dem Gründer des später nach ihm als Schutzpatron benannten dortigen Klosters.

## Geschichte und Beschreibung
Die Station wurde am 26. September 1923 in Betrieb genommen, als die Verlängerung der Linie 9 um eine Station von Exelmans her eröffnet wurde. Bis zum 3. Februar 1934 war sie westlicher Endpunkt der Linie.
Die großzügige Anlage der Station resultiert nicht allein aus dem Umstand, dass sie als Endstation mit nachgelagerten Wende- und Abstellgleisen fungierte. Über die „Voie Murat“, an der der U-Bahnhof Porte Molitor errichtet wurde, waren bei Fußballspielen im Stadion Parc des Princes Sonderzugläufe geplant, die die Station Porte de Saint-Cloud von der anderen Seite her anfahren sollten. Zudem wird über die Station die unterirdische Betriebswerkstatt Atéliers d’Auteuil erreicht. Diese wird seit 1934 aber nur noch von der Linie 10 genutzt, nachdem die Linie 9 eine eigene Werkstatt (Atéliers de Boulogne) im nahen Boulogne-Billancourt erhalten hatte.
Einst wies die Station fünf Gleise an zwei Mittelbahnsteigen und einem Seitenbahnsteig auf. Davon sollte eines den von der „Voie Murat“ ankommenden Zügen dienen, dieser Sonderverkehr wurde aber nie realisiert. Somit konnte ein Gleis rückgebaut und der südöstliche Bahnsteig verbreitert werden. Der aktuelle Regelverkehr in Richtung Pont de Sèvres wird über das am nordwestlichen Seitenbahnsteig liegende Gleis 2 abgewickelt. Südlich dieses Bahnsteigs zweigt das Gleis C ab, das zu den Atéliers d’Auteuil führt, und ein weiteres in Richtung Wende- und Abstellanlage. Der mittlere Mittelbahnsteig wird von den Gleisen 4 und 1 eingerahmt, wobei das Gleis 4 den aus der Abstellanlage kommenden Zügen vorbehalten ist. Gleis 1 liegt zwischen den beiden Mittelbahnsteigen („Spanische Lösung“ ohne Trennung der Ein- und Aussteiger, der Bahnsteig in Fahrtrichtung links wird nicht genutzt) und dient dem Regelverkehr in Richtung Innenstadt, für den zudem das südwestlichste Gleis 3 genutzt werden kann.
Abweichend von den meisten Pariser U-Bahnhöfen hat die 75 m lange Station einen rechteckigen Querschnitt. Längsträger ruhen auf Querträgern, die sich ihrerseits auf quadratische, mit weißen Fliesen verkleidete Pfeiler stützen. Die sechs Zugänge vom Straßenraum sind teilweise durch ein gelbes „M“ in einem Doppelkreis oder mit einem von Adolphe Dervaux im Stil des Art déco entworfenen Kandelaber, der den Schriftzug METRO trägt, markiert.

## Fahrzeuge
Die Linie 9 wird mit konventionellen Fahrzeugen betrieben, die auf Stahlschienen verkehren. Zunächst verkehrten Züge der Bauart Sprague-Thomson, die dort ihr letztes Einsatzgebiet hatten. 1983 kam die Baureihe MF 67 auf die Strecke. Seit Oktober 2013 kam zunehmend die Baureihe MF 01 zum Einsatz, am 14. Dezember 2016 verkehrte der letzte MF-67-Zug auf der Linie 9.

## Umgebung
In der Nähe des U-Bahnhofs befinden sich das Fußballstadion Parc des Princes und die Mehrzweckhalle Stade Pierre de Coubertin.